# Skalmierzyce Nowe (gromada)
Skalmierzyce Nowe – dawna gromada, czyli najmniejsza jednostka podziału terytorialnego Polskiej Rzeczypospolitej Ludowej w latach 1954–1972.
Gromady, z gromadzkimi radami narodowymi (GRN) jako organami władzy najniższego stopnia na wsi, funkcjonowały od reformy reorganizującej administrację wiejską przeprowadzonej jesienią 1954 do momentu ich zniesienia z dniem 1 stycznia 1973, tym samym wypierając organizację gminną w latach 1954–1972.
Gromadę Skalmierzyce Nowe z siedzibą GRN w Skalmierzycach Nowych (wówczas wieś; obecnie miasto o nazwie Nowe Skalmierzyce) utworzono – jako jedną z 8759 gromad na obszarze Polski – w powiecie ostrowskim w woj. poznańskim, na mocy uchwały nr 32/54 WRN w Poznaniu z dnia 5 października 1954. W skład jednostki wszedł obszar dotychczasowej gromady Skalmierzyce Nowe ze zniesionej gminy Skalmierzyce Nowe w tymże powiecie. Dla gromady ustalono 27 członków gromadzkiej rady narodowej.
Gromadę Skalmierzyce Nowe zniesiono 1 stycznia 1956 w związku z nadaniem jej statusu osiedla. 18 lipca 1962 osiedle Skalmierzyce Nowe otrzymało prawa miejskie, a nazwę miasta ustalono na Nowe Skalmierzyce.
1 stycznia 1973 w powiecie ostrowskim reaktywowano gminę Nowe Skalmierzyce, początkowo z siedzibą w Nowych Skalmierzycach. Obecnie siedziba gminy mieści się w Skalmierzycach, jedynej wsi w Polsce będącej siedzibą gminy miejsko-wiejskiej.